# Exposition de matériel ferroviaire lors de l'exposition universelle internationale de 1900
Lors de l'exposition universelle internationale de 1900 s'est tenue, entre Vincennes et le Champ de Mars, une exposition de matériel de chemin de fer à voie large et à voie étroite.

## Composition du jury
Le jury est présidé par Claude Henry Lethier, inspecteur général des Ponts et Chaussées et directeur honoraire des chemins de fer au ministère des travaux publics. Le vice-président est Jules Ludvigh, ingénieur, conseiller ministèriel et président directeur des Compagnie des chemins de fer de l'État. Louis Salomon, ingénieur en chef du matériel et de la traction de la Compagnie des chemins de fer de l'Est est rapporteur. Le poste de secrétaire est occupé par Edmond Colin, ingénieur en chef des Ponts et Chaussées et attaché au contrôle des Compagnie des Chemins de fer du Midi.
12 jurés sont français. La plupart sont des ingénieurs des ponts et chaussées et ont des fonctions dans les grandes compagnies du moment (Compagnie des chemins de fer du Nord, Compagnie des chemins de fer de Paris à Lyon et à la Méditerranée, Compagnie des chemins de fer de l'État, Société générale des chemins de fer économiques, Compagnie du Chemin de fer de Paris à Orléans, Compagnie des chemins de fer de l'Ouest). Quelques-uns sont spécialisés dans les tramways.
Le reste du jury est composé de membres étrangers (10 jurés titulaires et 6 suppléants). Ils viennent des différents pays représentés lors de cette exposition universelle : Allemagne, Autriche, Belgique, États-Unis d'Amérique, Grande-Bretagne, Hongrie, Italie, Russie, Suisse et République sud-africaine. Ces jurés sont également pour la plupart des ingénieurs ayant des responsabilités dans les compagnies de leur pays.
En plus de ces jurés, le jury est aidé par deux experts. Le premier est un français (Arthur Monmerqué), ingénieur en chef des ponts et chaussées et ingénieur en chef des services techniques de la Compagnie générale des omnibus de Paris. Le second est un autrichien, ingénieur-conseil du Ministère des chemins de fer d'Autriche.

## Locomotives
Pour cette exposition, les locomotives sont réparties en deux grands groupes. Le premier, dit « voie large » regroupe les locomotives  à l'écartement standard (1,435 m) ainsi que l'écartement large de 1,523 m. Le second, dit « voie étroite », regroupe toutes les locomotives prévues pour les voies à l'écartement plus faible. Le premier groupe regroupe la quasi-totalité du matériel exposé (55 locomotives contre 10 pour la voie étroite). Dans ces deux groupes, une distinction est faite entre les locomotives à tender séparé et les locomotives-tenders. Enfin, trois autres locomotives dites « spéciales » sont présentées. Il s'agit d'une locomotive à crémaillère, d'une locomotive-tramway et d'une locomotive industrielle).
Deux grands types de distribution sont en concurrence au moment de l'exposition : les locomotives simple expansion (ayant un seul niveau de cylindre) et les locomotives compound (ayant généralement deux niveaux de cylindres : les hautes pressions et les basses pressions). De ce fait, les locomotives sont réparties entre ces deux types.
Ce sont au total 68 locomotives à vapeur qui sont présentées selon le tableau ci-dessous
|                       |                   | Voie large    | Voie large        | Voie étroite | Voie étroite | Locomotives spéciales |
| Tender séparé         | Locomotive-tender | Tender séparé | Locomotive-tender |              |              | Locomotives spéciales |
| France                | Simple expansion  | 3             | 2                 | 1            | 3            | 0                     |
| France                | Compound          | 10            | 0                 | 0            | 0            | 0                     |
| Allemagne             | Simple expansion  | 1             | 3                 | 0            | 1            | 0                     |
| Allemagne             | Compound          | 7             | 0                 | 0            | 1            | 1                     |
| Autriche              | Simple expansion  | 1             | 0                 | 0            | 1            | 0                     |
| Autriche              | Compound          | 3             | 1                 | 0            | 0            | 0                     |
| Belgique              | Simple expansion  | 2             | 3                 | 0            | 0            | 1                     |
| Belgique              | Compound          | 0             | 0                 | 0            | 0            | 0                     |
| États-Unis d'Amérique | Simple expansion  | 2             | 0                 | 0            | 0            | 0                     |
| États-Unis d'Amérique | Compound          | 0             | 0                 | 0            | 0            | 0                     |
| Grande-Bretagne       | Simple expansion  | 4             | 0                 | 0            | 0            | 0                     |
| Grande-Bretagne       | Compound          | 1             | 0                 | 0            | 0            | 0                     |
| Hongrie               | Simple expansion  | 0             | 0                 | 0            | 1            | 0                     |
| Hongrie               | Compound          | 2             | 0                 | 0            | 0            | 0                     |
| Italie                | Simple expansion  | 1             | 0                 | 0            | 0            | 0                     |
| Italie                | Compound          | 2             | 0                 | 0            | 0            | 0                     |
| Russie                | Simple expansion  | 0             | 0                 | 1            | 0            | 0                     |
| Russie                | Compound          | 4             | 0                 | 0            | 0            | 0                     |
| Suisse                | Simple expansion  | 0             | 0                 | 1            | 0            | 1                     |
| Suisse                | Compound          | 3             | 0                 | 0            | 0            | 0                     |

De plus cinq locomotives électriques sont présentées. 

## Matériel remorqué
131 voitures et wagons des différents pays